# Université de San Andrés
L'université de San Andrés (Universidad de San Andrés en espagnol) est une université privée argentine, dont le campus est situé à Victoria (partido de San Fernando), au nord-ouest de Buenos Aires. Elle possède aussi des locaux au centre-ville de Buenos Aires.

## Historique
L'université a été fondée en 1988 par l'École écossaise St. Andrew, elle-même créée par des immigrants écossais en 1838. Depuis 2010, l'institution est gérée par la Fundación Universidad de San Andrés.

## Éducation
En 2014, l'université est fréquentée par 1 922 étudiants. Les cours sont dispensés par une équipe de 596 professeurs, dont 76 à temps plein.

### Départements
- Administration
- Sciences sociales
- Droit
- Économie
- Sciences humaines
- Mathématiques et sciences
- Éducation

## Personnalités liées à l'université

### Étudiants
- Catalina Razzani, réalisatrice